# Алсинополис
Алсинополис (порт. Alcinópolis) — муниципалитет в Бразилии, входит в штат Мату-Гросу-ду-Сул. Составная часть мезорегиона Северо-центральная часть штата Мату-Гроссу-ду-Сул. Входит в экономико-статистический микрорегион Алту-Такари. Население составляет 1873 человека на 2006 год. Занимает площадь 4399,676 км². Плотность населения — 0,4 чел./км².

## История
Город основан 8 октября 1975 года.

## Статистика
- Валовой внутренний продукт на 2003 год составляет 80 908 400,00 реалов (данные: Бразильский институт географии и статистики).
- Валовой внутренний продукт на душу населения на 2003 год составляет 29 954,98 реала (данные: Бразильский институт географии и статистики).
- Индекс развития человеческого потенциала на 2000 год составляет 0,745 (данные: Программа развития ООН).